# Суха над Парноу
Суха над Парноу (на словашки: Suchá nad Parnou) е село в окръг Търнава, Търнавски край, западна Словакия. Населението му е 2328 души.
Разположено е на 176 m надморска височина, на 10 km  северозападно от град Търнава. Площта му е 14,38 km². Кмет на селото е Мартин Глончак.